# 尾崎弥兵衛
尾崎 弥兵衛（おざき やへえ、生没年不詳）は、壬生浪士組隊士。

## 生涯
文久3年（1863年）5月頃に入隊し、同月25日の「幕府提出上書署名者一覧」に名前がある。しかし同年7月の「在隊者リスト」には名前がないことから、それ以前に離隊したと考えられる。なお、永倉新八の『同士連名記』では尾関弥兵衛と記されている。